# خورخه آلمیرون
خورخه فرانسیسکو آلمیرون کینتانا (اسپانیایی: Jorge Francisco Almirón Quintana‎؛ زاده ۱۹ ژوئن ۱۹۷۱)، که بیشتر با نام خورخه آلمیرون شناخته می‌شود مربی و بازیکن سابق فوتبال آرژانتینی است که به عنوان هافبک تدافعی بازی می‌کرد. وی در حال حاضر مربی باشگاه فوتبال اسپانیایی الچه است.

## دوران حرفه‌ای
در ۲۶ ژوئیه ۱۹۹۷ آلمیرون اولین بار در لیگ برتر فوتبال مکزیک و با پیراهن اطلس به میدان رفت که پیروزی ۲ بر ۱ تیمش مقابل پوئبلا را به دنبال داشت.
او در فصل کلاوسورا ۲۰۰۶ کرتارو را به دسته برتر فوتبال مکزیک هدایت کرد که حضورشان در این دسته تنها یک سال دوام داشت و در ۲۰۰۷ به دسته دوم (که در حال حاضر آسنسو ام‌اکیس نامیده می‌شود) بازگشت. در سال ۲۰۰۸ او به سمت بازیکن-مربی در باشگاه دورادوس سینالوا انتخاب شد.
در قامت سرمربی او لانوس را به دومین عنوان قهرمانی تاریخ این باشگاه در لیگ و به فینال جام لیبرتادورس ۲۰۱۷ رساند که در نهایت قهرمانی را به گرمیو واگذار کردند.
در نوامبر ۲۰۱۸ او به عنوان سرمربی جدید سن لورنسو منصوب شد.
در ژوئن ۲۰۱۹ و پس از آنکه باشگاه الشباب مربی رومانیایی خود را اخراج کرد، آلمیرون به عنوان سرمربی جدید این باشگاه عربستانی اعلام شد.
در ۲۶ اوت ۲۰۲۰، آلمیرون هدایت تیم الچه را بر عهده گرفت که به تازگی به لا لیگا صعود کرده بود.

## افتخارات

### به عنوان بازیکن
سانتیاگو واندررز
- پریمرا بی شیلی: ۱۹۹۵

اتلتیکو مورلیا
- لیگا ام‌اکیس: اینویرنو ۲۰۰۰

کرتارو
آسنسو ام‌اکیس: Clausura ۲۰۰۶

### به عنوان مربی
لانوس
- دسته برتر آرژانتین: ۲۰۱۶
- کوپا بیسنتناریو: ۲۰۱۶
- سوپرجام آرژانتین: ۲۰۱۶